# ピドホロードネ (ドニプロペトローウシク州)
ピドホロードネ（ウクライナ語: Підгородне）はウクライナのドニプロペトローウシク州ドニプロペトローウシク地区にある都市。キリチェーニ川、サマーラ川の河岸に位置する。都市の高さは海抜56 mである。面積は35.5 km²。人口は19,138人 (2022年1月1日)。
ピドホロードネは17世紀に創建された。1981年に市制施行された。
市内ではピドホロードネ駅がある。首都キエフまでの直線距離は405 km、鉄道で552 km、車道で455 kmとなっている。州庁所在地までの直線距離は12 km、鉄道で22 km、車道で17 kmとなっている。ピドホロードネの日は、9月25日となっている。